# Gregorio Rosa Chávez
Gregorio Rosa Chávez (Sociedad, 3 september 1942) is een Salvadoraans geestelijke en een kardinaal van de Rooms-Katholieke Kerk.
Rosa Chávez werd op 24 januari 1970 priester gewijd. Vervolgens verrichtte hij pastorale werkzaamheden in het bisdom San Miguel.
Op 17 februari 1982 werd Rosa Chávez benoemd tot hulpbisschop van San Salvador en tot titulair bisschop van Mulli; zijn bisschopswijding vond plaats op 3 juli 1982.
Rosa Chávez werd tijdens het consistorie van 28 juni 2017 kardinaal gecreëerd. Hij kreeg de rang van kardinaal-priester. Zijn titelkerk werd de Santissimo Sacramento a Tor de’ Schiavi.  Op 3 september 2022 verloor hij - in verband met het bereiken van de 80-jarige leeftijd - het recht om deel te nemen aan een toekomstig conclaaf.
Rosa Chávez ging op 4 oktober 2022 met emeritaat.
- Gemeinsame Normdatei: 1197569170
- Virtual International Authority File: 193468779